# Wachusett Mountain State Reservation
Wachusett Mountain State Reservation is een beschermd gebied in de Amerikaanse staat Massachusetts. Het gebied ligt in Worcester County en omvat Mount Wachusett.